# Шарп, Томас (лётчик)
Капитан Томас Сидни Шарп (англ. Thomas Sydney Sharpe, род. 24 февраля 1887 года, Глостершир, Англия, Соединённое королевство Великобритании и Ирландии, дата смерти неизвестна) — британский лётчик-ас. Имел на счету 6 воздушных побед. Кавалер Креста «За выдающиеся лётные заслуги».

## Военная служба
Шарп был зачислен в действующую армию 17 апреля 1915 года в качестве второго лейтенанта (условно) в 3-й батальон Глостерширского полка. Позднее он обучился на лётчика, получив Сертификат Авиатора Королевского Аэроклуба за номером 2471 от 19 февраля 1916 года. 22 марта он подтвердил свой ранг и был прикомандирован к Королевскому лётному корпусу и назначен лётным офицером 21 апреля.
Шарп летал с 24 эскадроном с мая по июль 1916 года. 1 февраля 1917 года он был назначен Лётным коммандером в действующем звании капитана.
Позднее он был отправлен в № 73-й эскадрилью, как лётный коммандер, для полётов на одноместном истребителе Sopwith Camel. 11 марта 1918 года он уничтожил немецкий триплан Fokker Dr.I, затем, 22 марта, Albatros D.V и два самолета-разведчика LVG, и пару D.V два дня спустя. Ещё через три дня, 27 марта он был сбит и ранен. Личность его победителя спорна. Победу над Шарпом то приписывают Хансу Киршштайну, то считают 71-й победой Манфреда «Красного Барона» фон Рихтгофена; Сам Шарп утверждал, что был сбит вражеским зенитным огнем.
Шарп был произведен в лейтенанты 1 июля 1918 года, будучи военнопленным, а о его награде — Кресте за лётные боевые заслуги — было объявлено в газетах 20 сентября 1918 года. Цитата о нём гласила следующее:

Лейтенант (временный капитан) Томас Сидни Шарп (Глостерширский полк).

«Бравый офицер, который всегда вёл свой патруль с заметным мастерством и суждением. Однажды он загнал Альбатроса-разведчика и вызвал его крушение. После этого он напал на пять вражеских машин, уничтожив две из них. На следующий день, встретив четыре Альбатроса-разведчика, он атаковал один, и тот потерпел катастрофу. Приступив к своему патрулированию, он встретил формацию вражеских разведчиков; он преследовал один и уничтожил его.»
Оригинальный текст (англ.)Lieutenant (Temporary Captain) Thomas Sydney Sharpe (Gloucestershire Regiment).

«A gallant officer who has always led his patrol with marked skill and judgment. On one occasion he chased down an Albatross scout and caused it to crash. He afterwards attacked five enemy machines, destroying two. On the following day, encountering four Albatross scouts, he engaged one, which crashed. Proceeding on his patrol, he met a formation of enemy scouts; he chased one and destroyed it.»

Шарп был репатриирован 25 декабря 1918 года, и переведён в список незанятого персонала RAF 5 марта 1919 года. Он оставался в армии до своей отставки по причине комиссования 1 апреля 1920 года. После 1920 года, когда Шарп был демобилизован из рядов Королевских ВВС, его следы теряются.